# Bătălia de la Resaena
Bătălia de la Resaena (243) a fost o luptă dintre trupele Imperiului Roman, conduse de prefectul pretorienilor, Timesitheus, și Imperiul Sasanid, condus de șahul Shapur I.
Bătălia a fost dată în Mesopotamia (azi Ras al-Ayn, Siria), ca urmare a invaziei persane (sasanide) în provincia romană Mesopotamia și a pierderii orașelor Hatra, Nisibis și Carrhae.| Împăratul roman Gordian al III-lea l-a trimis pe omul său de încredere, Timesitheus, să recucerească teritoriile pierdute. Cele două armate s-au întâlnit la Resaena, romanii au învins trupele perșilor, reușind să păstreze (pentru o perioadă scurtă de timp) provincia Mesopotamia. În urma acestei victorii, legiunile romane au recuperat orașele Nisibis și Singara și au înaintat prin Khabur către Eufrat, cu intenția de a cuceri orașul Ctesiphon. Armata lui Gordian al III-lea a fost învinsă în bătălia de la Misiche (azi Fallujah, Irak) în 244. Împăratul roman probabil că ar fi a fost ucis în timpul bătăliei sau ar fi fost asasinat mai târziu.